# Snowboarding

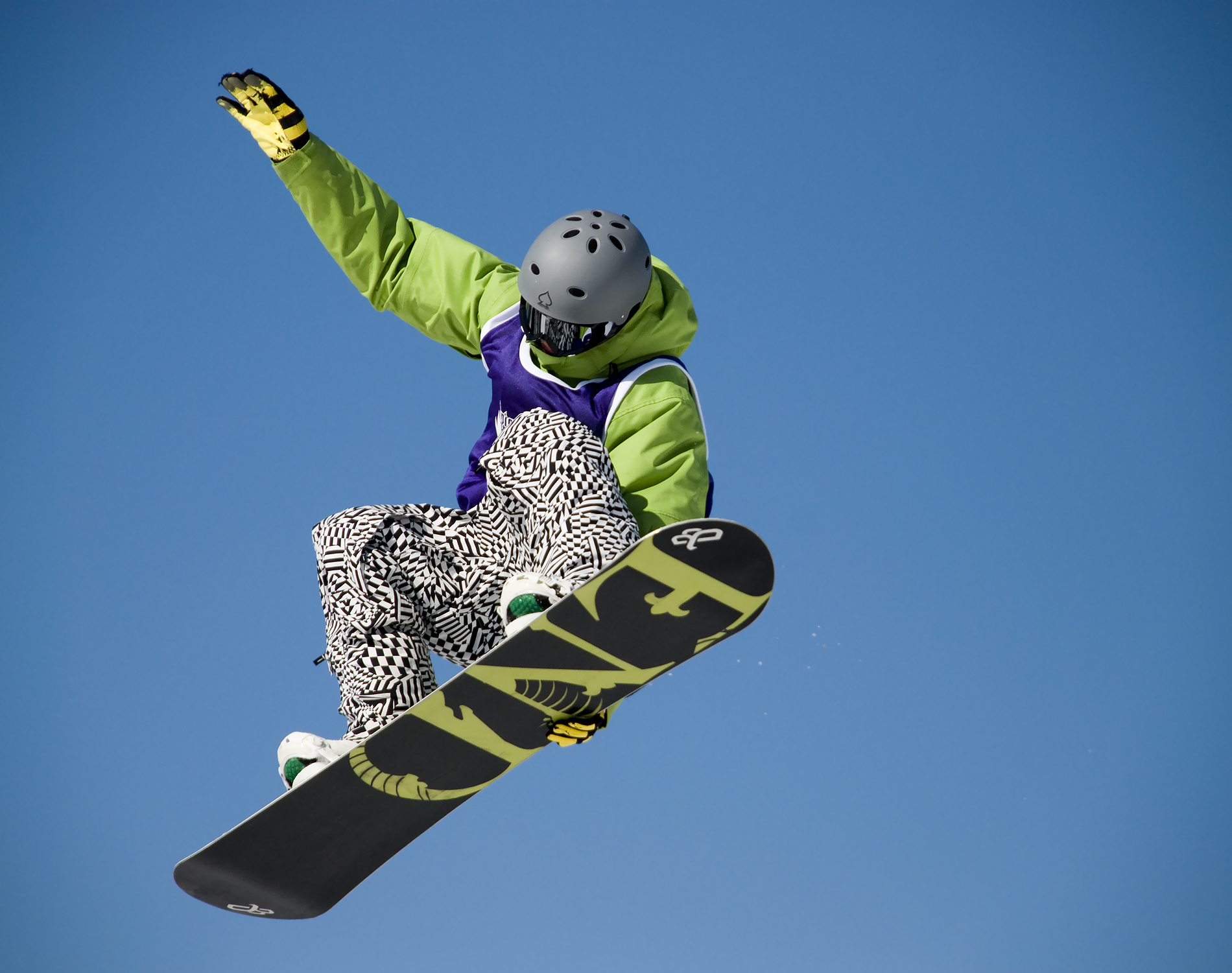
Snowboardista ve skoku

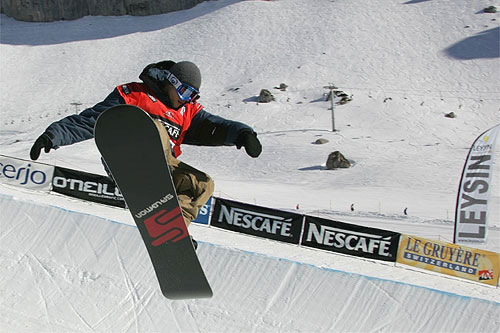
Snowboardista v U-rampě

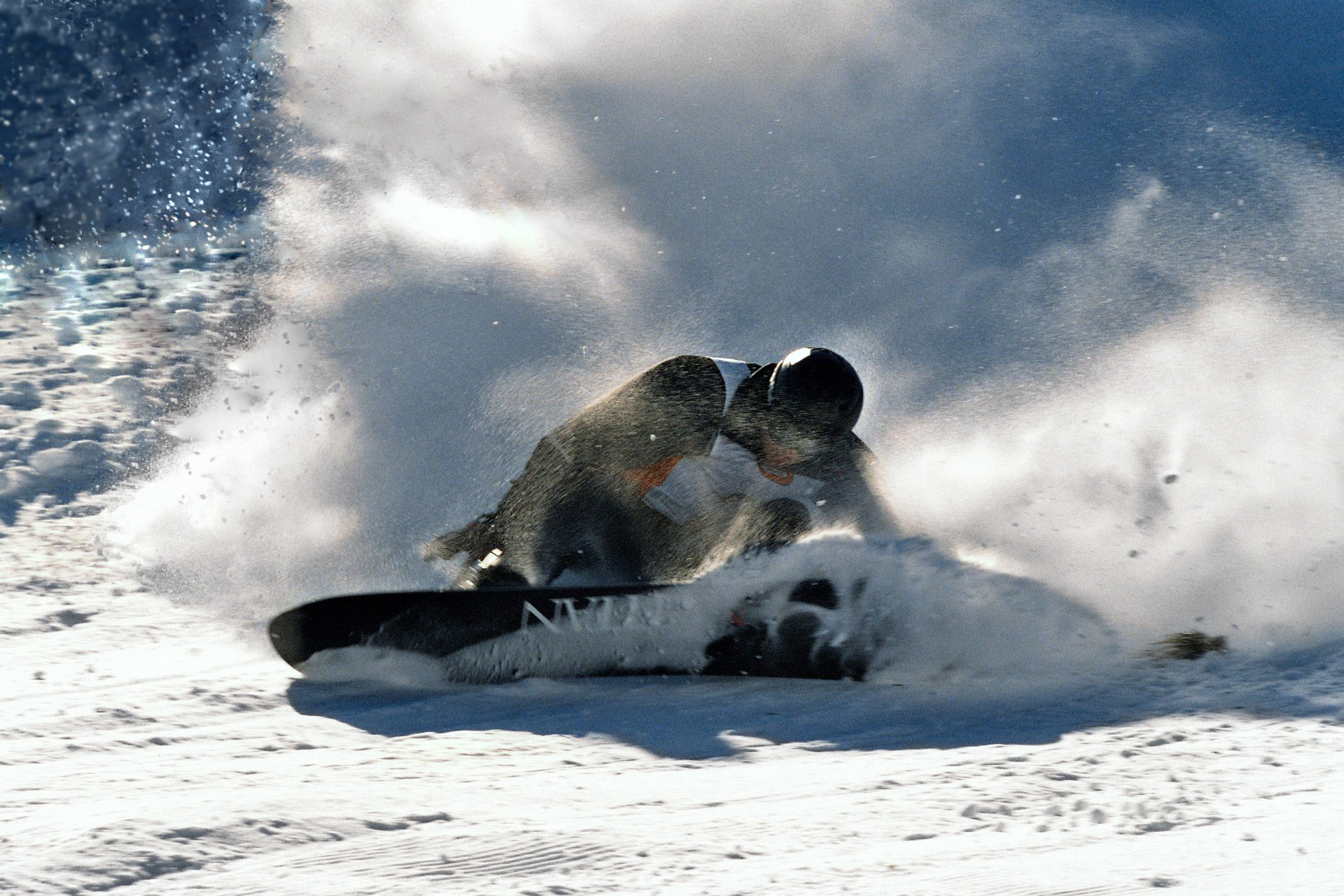
Jízda mimo sjezdovku - freeride

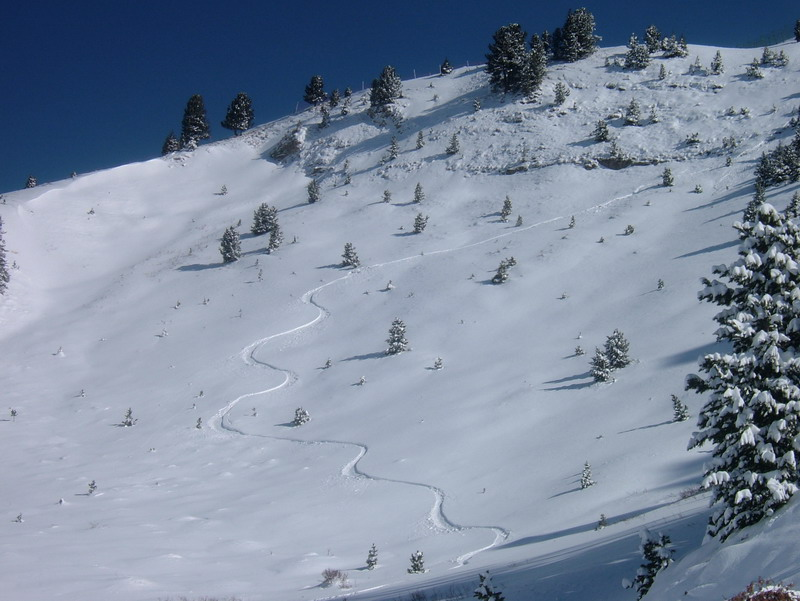
Stopa jezdce - freeride

Snowboarding (zkratka SNB) je na sněhu provozovaný zimní sport podobný surfingu. Je provozován na snowboardu – prkně pevně připnutém k oběma nohám jezdce, které je pro jízdu na sněhu uzpůsobeno. Od roku 1998 je součástí zimních olympijských her.

## Historie
První pokusy o snowboardingu na sněhu se v USA objevily již v roce 1920. Pro snowboarding je zlomový rok 1965, kdy Sherman Poppen spojil dvě lyže, ke špičce přimontoval provázek a vytvořil tím první model snowboardu, zvaný „snurfer“, protože jízda na něm se podobala spíše surfování na vodě. Inspirován Shermannovým úspěchem začal Jake Burton Carpenter vyrábět své vlastní snowboardy. Rozpoznal chyby a nevýhody snurferu, opravil je a přimontoval na desku první vázání, které několika pásky pevně drželo nohy. V roce 1977 založil ve Vermontu firmu Burton Snowboards. Mezitím Tom Sims na západě USA také jezdil na snowboardu a založil firmu Sims.
Poté se na scéně objevil Dmitrij Milovich, který v roce 1969 přišel s prknem odlitým z polyesteru. Tato prkna měla nízkou životnost, ale i přesto si Milovich nechal v roce 1972 tento výrobek patentovat a o tři roky později založil vlastní firmu. Ta nakonec vyráběla již vylepšené verze boardů – měly laminátovou konstrukci a skluznici z P-texu.
Tom Sims o pár let později začal pracovat na zdokonalování snowboardu; původně byla jeho prkna podobná těm Milovichovým, později začal vyrábět prkna s laminátovou konstrukcí s dřevěným jádrem (vyšší odolnost prkna, lepší jízdní vlastnosti) + ocelové hrany, díky nimž bylo možné používat snowboard i na tvrdém sněhu.
V roce 1983 přišel Jeff Grell s prvním skutečně pevným vázáním, které stabilně spojovalo nohy jezdce s prknem. S tímto vázáním bylo možné ovládat prkno, i na tvrdém a nerovném sněhu a ve velkých rychlostech.
Snowboarding byl z počátku své existence brán nejprve jako módní výstřelek či exhibicionismus několika málo jedinců, nebyl uznávaný jako seriózní sport a zimní střediska nedovolovala vstup snowboardistů na vleky. V 90. letech se snowboarding stává masovou záležitostí a vývoje nových technologií se chopily mimo jiné i zavedené lyžařské koncerny, díky nimž se vybavení pro snowboarding rozrůstá s nebývalou dynamikou.
1981 – první snowboardové závody v Coloradu (vyhrál Tom Sims se svým laminátovým prknem s ocelovými hranami)
1987 – 1. neoficiální mistrovství světa v městech Livignu (Itálie) a St. Moritz (Švýcarsko)
1987 – založena NASA (North American Snowboard Association)
1987 – založena SEA (Snowboard European Association)
1989/1990 – založena ISA – International Snowboard Association (Mezinárodní snowboardová asociace)
1990 – vznik Pro Snowboarders Association (PSA) – asociace profesionálních snowboardových závodníků
1991 – založena ISF – International Snowboard Federation
1992/1993 – 1. oficiální mistrovství světa v rakouském Ischglu (240 závodníků z 20 zemí světa)
1998 – snowboarding poprvé na olympijských hrách – disciplíny obří slalom a U-rampa
2002 – založena World Snowboard Federation (WSF)
2002 – ISF zkrachovala (zpronevěra milionových částek určených na pořádání závodů)
2006 – na olympiádě se objevuje další disciplína – snowboard cross
2012 – bylo rozhodnuto o přidání nové disciplíny na OH (od roku 2014) – slopestyle mužů i žen

## Snowboardové disciplíny
1. alpské disciplíny – muži
  - Paralelní obří slalom
  - Paralelní slalom
  - Big air
  - U-rampa
  - Slopestyle
  - Snowboardcross
  - Obří slalom (není již na programu MS)
2. alpské disciplíny – ženy
  - Paralelní obří slalom
  - Paralelní slalom
  - Big air
  - U-rampa
  - Slopestyle
  - Snowboardcross
  - Obří slalom (není již na programu MS)
3. freestyle disciplíny (měkké vázání)
  - Snowboardcross (družstva)
  - quarter-pipe
  - jibbing (jízda po zábradlí)
  - freeride (jízda mimo sjezdovky)
  - backcountry (freestyle mimo sjezdovky)

## Snowboarding v Česku
- 1990 – založení Asociace českého snowboardingu (AČS)
- 2004 – do kin přichází český film Snowboarďáci, který pomáhá masivně zvýšit popularitu tohoto sportu v ČR
- 2006 – Martin Černík, Michal Novotný a Petra Elsterová startují na Olympijských hrách v Turíně
- 2008 – Šárka Pančochová juniorskou mistryní světa v disciplíně Big air (Valamlenco – ITA)
- 2009 – Šárka Pančochová nejlepší juniorskou jezdkyní (Best Rookie) v sérii TTR (dnes World Snowboard Tour)
- 2010 – Eva Samková získává titul juniorské mistryně světa ve Snowboardcrossu (Valmalenco - ITA)
- 2010 – Šárka Pančochová startuje na Olympiádě ve Vancouveru v disciplíně U-Rampa (8. místo)
- 2010 – Šárka Pančochová 3. nejlepší jezdkyní v sérii TTR (dnes World Snowboard Tour)
- 2011 – Eva Samková získává podruhé titul juniorské mistryně světa ve Snowboardcrossu (Cardona – NZ)
- 2011 – Šárka Pančochová vicemistryní světa v disciplíně Slopestyle (La Molina – ITA)
- 2012 – do finále mistrovství světa v Kanadě se probojovali tři Češi – Martin Mikyska, Jan Nečas a Dušan Kříž (finální 9., 10. a 11. místo)
- 2013 – Šárka Pančochová zvítězila na mistrovství světa v Copper Mountain (Colorado, USA) v kategorii slopestyle
- 2014 – Eva Samková vyhrála na Olympijských hrách v Soči ve snowboardcrossu
- 2014 – Šárka Pančochová jako první Češka vyhrála freestylový Světový pohár a zároveň získala malý křišťálový globus za slopestyle.
- 2015 – Ester Ledecká se stala mistryní světa v paralelním slalomu (Kreischberg, Rakousko).

- 4x4 Český pohár ve freestyle snowboardingu
- Evropský pohár
- Mistrovství ČR ve Snowboardingu
- Quiksilver Snowjam